# Parenteza
Parenteza, paranteza, zdanie parantetyczne (gr. παρένθεσις parénthesis – wstawienie) – środek stylistyczny, zdanie wtrącone w nawias, uzupełniające wypowiedź, niekoniecznie powiązane kontekstowo z całością tekstu.
Przykłady:

"I od takiego co, Boże nieskończony,
(w sobie chwalebnie i w sobie szczęśliwie
sam przez się żyjąc) żądasz jakmiarz chciwie (...)"

"(...) prosto do nieba czwórkami szli
żołnierze z Westerplatte.
(A lato było piękne tego roku).
I tak śpiewali: Ach, to nic,
że tak bolały rany, (...)"